# Бойківський район
Бо́йківський райо́н (з 1935 по 2016 роки — Тельманівський) — колишня адміністративно-територіальна одиниця на південному сході Донецької області, що у 2020 році увійшов до Кальміуського района. Межував з Волноваським, Старобешівським, Нікольським та Новоазовським районами Донецької області та з Російською Федерацією. Районний центр — Бойківське. Населення становило 29 441 осіб (на 1.08.2013). Площа — 812,9 км². Утворено 1923 року.

## Географія
Площа району — 1340 квадратних кілометрів. Територією району протікають з півночі на південь дві річки — Кальміус та Грузький Яланчик. На Кальміусі побудовано три водосховища. Найбільше з них — Павлопільське водосховище. На Єланчику також побудовано декілька водосховищ, два з них — Греково-Олександрівське та Кузнецово-Михайлівське — у межах району.
Клімат району помірно континентальний. Узимку морози часто змінюються відлигою. В цілому клімат сприятливий для сільськогосподарського виробництва. Ґрунти, в основному, представлені чорноземами.

### Флора та фауна
На схилах балок та кам'янистих пагорбах до цього часу збереглась цілинна рослинність: ковила, пирій, щавель, чебрець, деревій, звіробій, тисячолисник; біля річок — водяний перець, куряче просо, комиш, овсяниця. Поблизу села Старогнатівка розташоване заповідне урочище Ліс на граніті.
У степу та лісопосадках водяться зайці, лисиці, ховрахи, степові тхори; зустрічаються також тушканчики, дикі кабани, єнотовидні собаки.

## Історія
Наприкінці 1934 року утворено Остгеймський район з районним центром у селі Остгейм. 1935 року населений пункт перейменовали на Тельманове на честь лідера німецьких комуністів Ернста Тельмана.
У 2016 році в рамках процесу з декомунізації в Україні адміністративна одиниця перейменована рішенням Верховної Ради України у Бойківський район. Також було перейменовано і районний центр Тельманове на селище міського типу Бойківське.
У 2020 році Бойківський район увійшов до складу Кальміуського району.

## Адміністративний устрій
Адміністративно-територіально район поділяється на 1 селищну раду та 8 сільських рад, які об'єднують 42 населені пункти та підпорядковані Бойківській районній раді. Адміністративний центр — смт Бойківське.
Згідно з постановою Верховної Ради України № 1282 від Бойківського району передані Волноваському 4705,4 га земель, що перебувають у віданні Андріївського сільської ради (в тому числі території селища міського типу Андріївка, селища Бахчовик, селища Дружне, селища Рясне), 458,6 га — Мирненського сільської ради (в тому числі територію смт Мирне), 11 693,4 га — Гранітненського сільської ради (в тому числі території села Гранітне, села Старомар'ївка), 13523 га — Новоселівського сільської ради (в тому числі території села Новоселівка, села Запорізьке, села Кам'янка, селища Маловодне, села Новоселівка Друга, села Степанівка), 11 155,4 га — Старогнатівської сільської ради (в тому числі території села Старогнатівка, села Новогригорівка), 11 182,5 га — Чермалицької сільської ради (в тому числі території села Чермалик, села Орловське, села Федорівка).
Площа Бойківського району тепер становить 81292,7 га.

## Населення
У районі 60 населених пунктів, у тому числі 1 селище міського типу — Бойківське, 2 селища — Андріївка і Мирне. Щільність населення 23 чоловік на 1 км². Населення 31,4 тис. осіб, із них — 21,7 тис. осіб сільського та 9,7 тис. міського. В районі 15 рад, в тому числі 3 селищні та 12 сільських. В районній раді 45 депутатів. У районі 15 рад, в тому числі 3 селищні та 12 сільських. Бойківська районна рада налічує 60 депутатів. З них: 53 — Партія регіонів, 5 — КПУ, 1 — Батьківщина та 1 — Фронт змін.
Розподіл населення за віком та статтю (2001)
| Стать | Всього | До 15 років | 15-24 | 25-44 | 45-64 | 65-85 | Понад 85 |
| --- | ------ | ----------- | ----- | ----- | ----- | ----- | -------- |
| Чоловіки | 16 895 | 2987        | 2542  | 4962  | 4341  | 2006  | 57       |
| Жінки | 18 468 | 2818        | 2220  | 4595  | 5029  | 3466  | 340      |
| \| Статево-вікова піраміда \| Статево-вікова піраміда \| Статево-вікова піраміда \| \| ----------------------- \| ----------------------- \| ----------------------- \| \| Чоловіки \| Вік \| Жінки \| \| 57 \| 85 + \| 340 \| \| 104 \| 80-84 \| 355 \| \| 312 \| 75-79 \| 787 \| \| 828 \| 70-74 \| 1231 \| \| 762 \| 65-69 \| 1093 \| \| 1234 \| 60-64 \| 1636 \| \| 684 \| 55-59 \| 852 \| \| 1077 \| 50-54 \| 1208 \| \| 1346 \| 45-49 \| 1333 \| \| 1418 \| 40-44 \| 1310 \| \| 1248 \| 35-39 \| 1154 \| \| 1144 \| 30-34 \| 1077 \| \| 1152 \| 25-29 \| 1054 \| \| 1219 \| 20-24 \| 1100 \| \| 1323 \| 15-20 \| 1120 \| \| 1283 \| 10-14 \| 1221 \| \| 958 \| 5-9 \| 894 \| \| 746 \| 0-4 \| 703 \| |        |             |       |       |       |       |          |
| Статево-вікова піраміда |        |             |       |       |       |       |          |
| Чоловіки | Вік    | Жінки       |       |       |       |       |          |
| 57 | 85 +   | 340         |       |       |       |       |          |
| 104 | 80-84  | 355         |       |       |       |       |          |
| 312 | 75-79  | 787         |       |       |       |       |          |
| 828 | 70-74  | 1231        |       |       |       |       |          |
| 762 | 65-69  | 1093        |       |       |       |       |          |
| 1234 | 60-64  | 1636        |       |       |       |       |          |
| 684 | 55-59  | 852         |       |       |       |       |          |
| 1077 | 50-54  | 1208        |       |       |       |       |          |
| 1346 | 45-49  | 1333        |       |       |       |       |          |
| 1418 | 40-44  | 1310        |       |       |       |       |          |
| 1248 | 35-39  | 1154        |       |       |       |       |          |
| 1144 | 30-34  | 1077        |       |       |       |       |          |
| 1152 | 25-29  | 1054        |       |       |       |       |          |
| 1219 | 20-24  | 1100        |       |       |       |       |          |
| 1323 | 15-20  | 1120        |       |       |       |       |          |
| 1283 | 10-14  | 1221        |       |       |       |       |          |
| 958 | 5-9    | 894         |       |       |       |       |          |
| 746 | 0-4    | 703         |       |       |       |       |          |

Національний склад населення району за переписом 2001 року
|          | чисельність | частка |
| українці | 20 442      | 57,8   |
| росіяни  | 7 359       | 20,8   |
| греки    | 6 172       | 17,5   |
| татари   | 623         | 1,8    |
| білоруси | 165         | 0,5    |
| німці    | 152         | 0,4    |

За результатами Радянсько-Польського обміну ділянками територій 1951 року до Бойківського району було депортовано 400 сімей бойків із села Чорне Нижньо-Устріцького району Дрогобицької області.
Етномовний склад сільських та міських рад району (рідна мова населення) за переписом 2001 року, %
|                                 | російська | українська | грецька | вірменська | білоруська |
| БОЙКІВСЬКИЙ РАЙОН               | 57,2      | 39,9       | 1,7     | 0,1        | 0,1        |
| ------------------------------- | --------- | ---------- | ------- | ---------- | ---------- |
| смт БОЙКІВСЬКЕ                  | 42,0      | 57,5       | 0,3     | 0,0        | 0,2        |
| смт АНДРІЇВКА                   | 85,3      | 14,5       | 0,0     | 0,0        | 0,1        |
| смт МИРНЕ                       | 81,4      | 18,2       |         |            | 0,1        |
| ГРАНІТНЕНСЬКА сільрада          | 72,3      | 12,3       | 6,4     | 0,5        | 0,0        |
| ЧЕРМАЛИЦЬКА сільрада            | 85,1      | 7,7        | 7,1     |            |            |
| КОНЬКІВСЬКА сільрада            | 9,6       | 90,1       |         |            |            |
| КУЗНЕЦОВО-МИХАЙЛІВСЬКА сільрада | 19,9      | 79,9       |         | 0,1        |            |
| ЛУКОВСЬКА сільрада              | 22,4      | 77,6       |         |            |            |
| МИХАЙЛІВСЬКА сільрада           | 17,9      | 81,9       |         |            | 0,1        |
| МІЧУРІНСЬКА сільрада            | 23,8      | 75,4       | 0,3     |            | 0,0        |
| НОВОСЕЛІВСЬКА сільрада          | 85,0      | 14,0       | 0,5     |            |            |
| ПЕРВОМАЙСЬКА сільрада           | 14,7      | 85,2       |         |            |            |
| СВОБОДНЕНСЬКА сільрада          | 30,0      | 69,8       | 0,2     |            | 0,1        |
| СТАРОГНАТІВСЬКА сільрада        | 87,1      | 6,6        | 6,0     | 0,1        |            |
| СТАРОЛАСПИНСЬКА сільрада        | 92,6      | 6,5        | 0,4     | 0,1        |            |

## Геологія
На території району знайдені великі поклади гранітів, розробку яких ведуть Каранський та Бойківський кар'єри. По берегах річок багато виходів вапняку, знайдено перші алмази.

## Промисловість
Промисловий комплекс району включає в себе 2 промислових підприємства, сільськогосподарських підприємств всього 114, з них 95 фермерських господарств; 2 будівельні організації, 5 підприємств споживчої кооперації, 9 підприємств житлово-комунального господарства, з них — 8 ОСББ, підприємство зв'язку, автотранспортне підприємство. В районі працюють хлібозавод, 3 борошномельних і 3 олійних цехи.
Торговельне обслуговування населення здійснюється через 187 магазинів та 13 одиниць дрібно-роздрібної торгівлі, працюють 18 підприємств громадського харчування, 53 спеціалізованих підприємства побутового обслуговування населення.

## Соціальна сфера
У районі функціонують 22 загальноосвітніх шкіл, в яких навчається 3081 школяр, 1 професійний ліцей, де 142 учня здобувають професію водія, електрогазозварника, бухгалтера, секретаря; 17 дошкільних закладів в яких виховується 724 дітей, в тому числі 2 школи — садка, в яких виховується 34 дитини.
Усього в районі працює 36 лікувально-профілактичних закладів в тому числі 2 лікарні (на 180 ліжок), 5 амбулаторій загальної практики — сімейної медицини, 29 фельдшерсько-акушерських пунктів з них 6 фельдшерсько-акушерських і 23 фельдшерських. В районі функціонує 6 аптек і 23 аптечних пунктів.
Культурно-масовою роботою займаються 26 закладів, 30 масова бібліотека, одна дитяча музична школа з чотирма філіями, 17 самодіяльних колективів які носять почесні звання «народний», «зразковий».

## Економіка
Район сільськогосподарський. У користуванні сільськогосподарських підприємств району знаходиться 65,8 тис. га землі, в тому числі 60,5 тис. га сільськогосподарських угідь, з яких 55,6 тис. га становлять орні землі.
Виробництво зерна становить 64 032 тонн, що менше 2009 на 12,0 %.
За 2010 рік промисловими підприємствами району вироблено 1764,2 тис. м³ нерудних будівельних матеріалів або 102,0 % до річного завдання і на 39,5 % більше 2009 року. Обсяг реалізованої промислової продукції у відпускних цінах становив 73520,6 тис. грн. або на 41,4 % більше рівня минулого року.
Підприємствами роздрібної торгівлі реалізовано товарів на суму 53,3 млн грн., що більше ніж у 2009 році на 24,8 %.
Обсяг інвестицій в основний капітал за рахунок усіх джерел фінансування в будівництво житла, газифікацію населених пунктів, придбання машин та обладнання очікується в сумі 43 150,0 тис. грн., в експлуатацію буде введено 150,0 м² житла, продовжено будівництво газопроводів в смт Бойківське.
За 2010 рік отримано від'ємний фінансовий результат в сумі 12,7 млн грн., прибуток.
Надходження до бюджету району становили 25 221,7 тис. грн., без урахування трансфертів, або 110,0 % до затвердженого плану з урахуванням змін. Район дотаційний, сума отриманих трансфертів з Державного бюджету становить 52 041,2 тис. грн., в порівнянні з 2009 роком вона збільшилась 30,5 %.
Середньомісячний розмір заробітної плати одного штатного працівника станом на 01.10.2010 становить 1592,0 грн. Заборгованість з виплати заробітної плати порівняно з початком року зменшилась на 10,9 % і станом на 01.12. 2010 року становила 5250,2 тис. грн.
Заборгованості по заробітній платі перед працівниками бюджетної сфери немає. Середній розмір пенсій станом на 01.01.2011 становить 1043,61 грн. або більше рівня минулого року на 17,4 %.
Позитивно змінюється ситуація на ринку праці. Чисельність зареєстрованих безробітних у 2010 році становила 295 чоловік, що більше ніж у 2009 році на 27,2 %. За 2010 рік кількість створених нових робочих місць за рахунок усіх джерел фінансування становить 429 одиниць, Програма виконана на 75,3 %.

## Транспорт
Територією району проходять такі автошляхи: Т 0508, Т 0512 та Т 0519. Залізничне сполучення відсутнє.

## Видатні люди
Див. також Категорія:Персоналії:Бойківський район
Уродженцями району є:
- Борота Віктор Степанович (1936, село Старогнатівка) — російський та урумський поет. Заслужений тренер СРСР, заслужений працівник фізичної культури і спорту України.
- Костяк Микола Михайлович
- Наумов Євген Іванович
- Пасічка Роман Володимирович
- Рибалко Василь Миколайович
- Черемних Віра Миколаївна

В боротьбі з російською окупацією району загинули:
- Береговенко Григорій Григорович
- Григораш Гліб Миколайович
- Лимарь Сергій Вікторович
- Спащенко Юрій Вікторович

## Політика
25 травня 2014 року відбулися Вибори Президента України. У межах Бойківського району було створено 26 виборчих дільниць. Явка на виборах становила 12,78 % (проголосували 2461 із 19 250 виборців). Найбільшу кількість голосів отримав Петро Порошенко — 30,15 % (742 виборців); Сергій Тігіпко — 27,47 % (676 виборців), Михайло Добкін — 7,31 % (180 виборців), Петро Симоненко — 6,30 % (155 виборців), Юлія Тимошенко — 5,89 % (145 виборців). Решта кандидатів набрали меншу кількість голосів. Кількість недійсних або зіпсованих бюлетенів — 4,67 %.